# Wilhelm Rátz

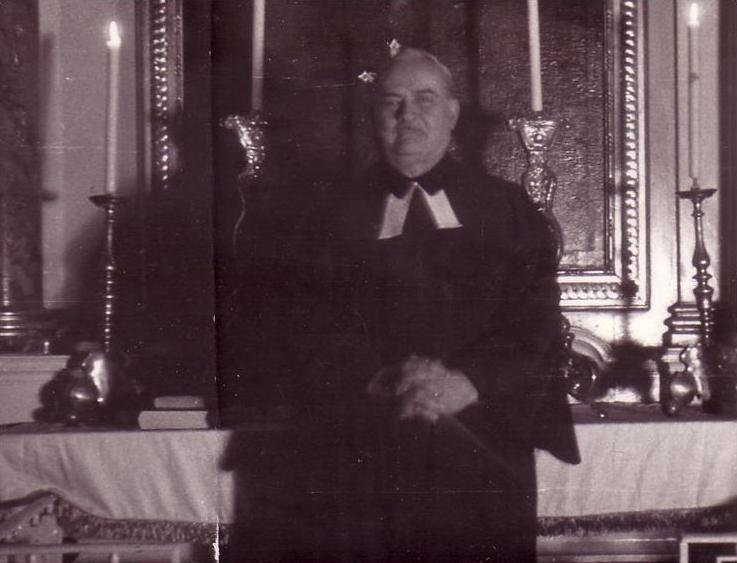
Pfarrer Wilhelm Rátz

Wilhelm Rátz (* 10. Juni 1882 in Cservenka, Komitat Bács-Bodrog, Österreich-Ungarn; † 20. Oktober 1952 in Preßburg, heute Bratislava, Tschechoslowakei) war ein evangelisch-lutherischer Prediger.

## Leben

### Herkunft und Studium
Pfarrer Wilhelm Rátz wurde als mittlerer Sohn eines deutschen Volksschullehrers geboren. Er hatte zwei Brüder. Der ältere Bruder Karl (* 1875) war viele Jahre evangelischer Pfarrer in Großlomnitz und nach dem Ausbruch des Ersten Weltkrieges diente er als Militärkaplan in Bikács, Komitat Tolna. Der jüngere Bruder Josef war Lehrer an der deutschen evangelischen Volksschule und Hauptorganist an der evangelischen Kirche in Leutschau.
Nachdem Wilhelm Rátz in seiner engeren Heimat die Volks- und Mittelschule besucht hatte, kam er an das Evangelische Lyzeum nach Ödenburg (Sopron), wo er am 29. Juni 1900 seine Abiturientenprüfung mit Auszeichnung ablegte. Seine theologischen Studien absolvierte er an der Theologischen Akademie in Preßburg, sowie an der Universität Halle a.d. Saale. Am 25. Mai 1904 wurde er zum Pfarrer ordiniert. Zunächst wirkte er vom 1. April 1904 bis 30. Juni 1909 als Kaplan in Kisker, Neusatz und Bratislava. Wegen seiner hervorragenden wissenschaftlichen Befähigung kam er als Privatdozent an die damalige Theologische Akademie nach Bratislava.

### Pfarrer in der Gemeinde in Bratislava
Nachdem Pfarrer Gustav Ebner (1848–1923) – nach zwanzigjähriger Pfarrtätigkeit in der Deutschen Gemeinde in Preßburg (heute Bratislava) – im Jahre 1910 in den Ruhestand entlassen worden war, wurde die dritte deutsche Pfarrstelle vakant. Unter mehreren Bewerbern wurde Pfarrer Rátz von der überwiegenden Mehrheit der Gemeindeglieder zum dritten Gemeindepfarrer des Pfarrkollegiums gewählt. Am 16. Januar 1910 wurde er von Senior Carl Eugen Schmidt feierlich in sein geistliches Amt eingeführt.
Nach dem Zusammenbruch der Donaumonarchie (1918) und der Entstehung der Tschechoslowakei wurde die alte Ungarländische Evangelische Kirche A.B. in der die deutschen, ungarischen und slowakischen Gemeinden zusammengeschlossen waren aufgelöst. Neben der alteingesessenen deutschen Kirchengemeinde entstand eine selbständige slowakische Kirchengemeinde. Da die Trennung der neuen slowakischen von der deutsch-ungarischen Gemeinde in Preßburg ohne Teilung des sich überwiegend in deutschen Händen befindenden Kirchenvermögens nicht durchführbar schien, kam es zwischen den beiden Gemeinden zu erheblichen Spannungen. Der Weisheit, Großzügigkeit und Einsicht von Pfarrer Rátz war es zu verdanken, dass zwischen den beiden Gemeinden eine befriedigende Einigung herbeigeführt werden konnte.
Neben seiner eigentlichen Haupttätigkeit als Pfarrer nahm Wilhelm Rátz weitere Aufgaben und Ämter auf sich. Seit 1921 war er Herausgeber des Kreuzkalenders, welcher ab dem Jahre 1939 seine Fortsetzung als Gustav-Adolf-Kalender fand. Der Kreuzkalender enthält viele wertvolle Beiträge zur Geschichte der Kirche, der Gemeinde und der Mission. Auch das von ihm redigierte und herausgegebene Evangelische Gemeindeblatt stand im Dienste der Gemeinde.
Außer seiner pastoralen und publizistischen Tätigkeit war Rátz auch pädagogisch und wissenschaftlich tätig. Ab 1. Oktober 1935 wurde er vom damaligen Minister für Kultus und Unterricht zum vortragenden Lehrer für die praktischen Fächer (homiletische und liturgische Vorlesungen in deutscher Sprache) an der Evangelischen Theologischen Fakultät Bratislava ernannt. In der Bibliothek der Bratislavas Kirchengemeinde entdeckte er die „Septemberbibel“ aus dem Jahre 1522. Hierbei handelte es sich um die bei Melchior Lotter in Wittenberg gedruckte Erstausgabe des Neuen Testamentes Martin Luthers, die nur in sehr geringer Stückzahl gedruckt wurde.

### Die Zeit nach 1945
Nach dem Ende des Zweiten Weltkrieges im Jahre 1945 hat die autarke Deutsche Evangelische Kirchengemeinde A.B. in Bratislava zu existieren aufgehört. Das Deutsche Gotteshaus auf der Nonnenbahn in Bratislava wurde von den slowakischen Glaubensbrüdern übernommen. Das Kirchenvermögen wurde beschlagnahmt und ging in den Besitz der Slowakischen Evangelischen Kirche über.
In dieser politisch äußerst schwierigen Zeit entschloss sich Rátz bei der in Bratislava verbliebenen kleinen deutschen Restgemeinde auszuharren. Mit seinem Amtsbruder, (dem fast erblindeten) Heinrich Pröhle, durfte er bald wieder deutsche Gottesdienste, nunmehr in der Kleinen (ehemals Slowakisch-Ungarischen) Kirche auf der Nonnenbahn, feiern.

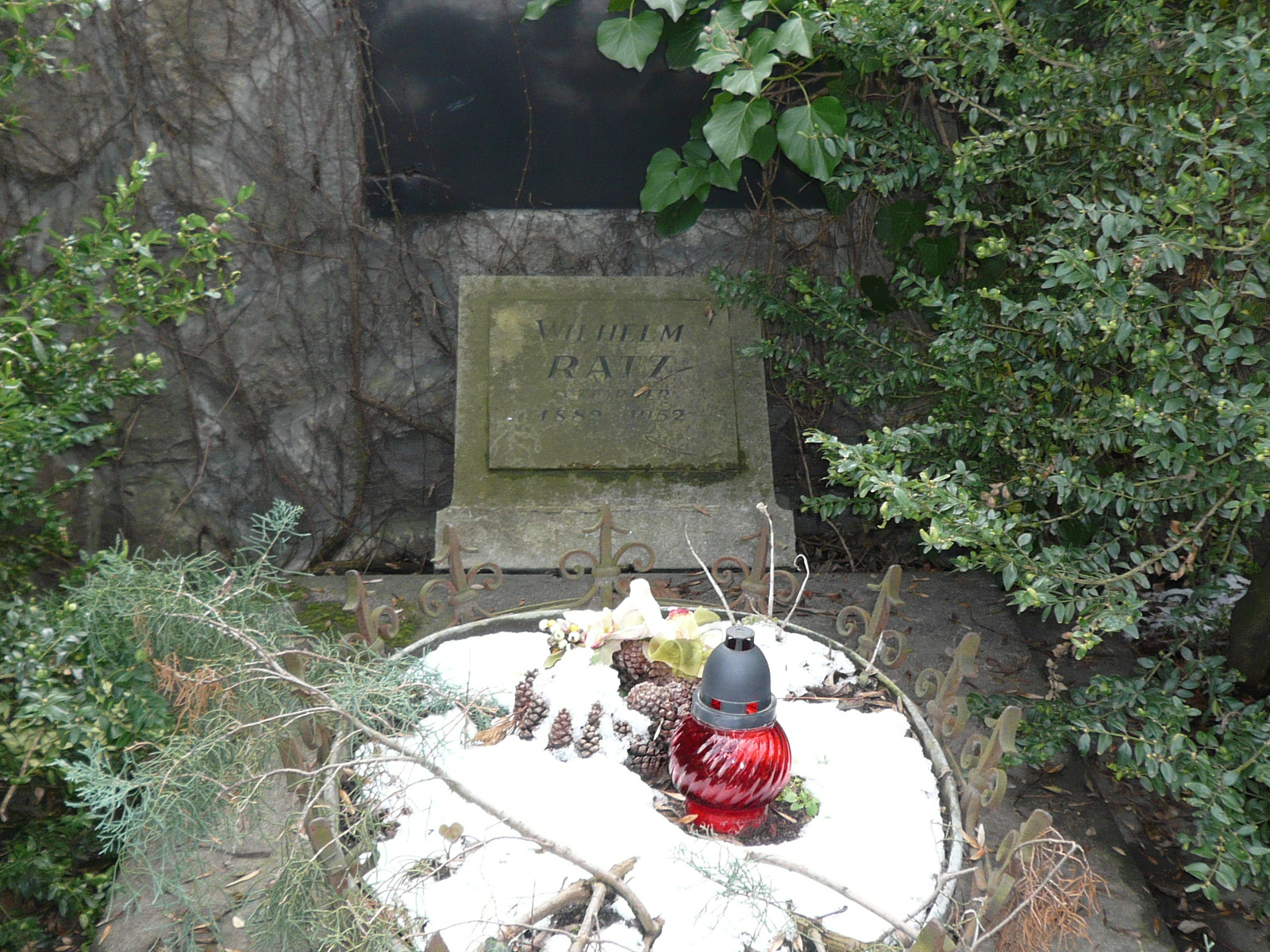
Das Grab von Pfarrer Wilhelm Rátz am Gaistor-Friedhof zu Preßburg (Zustand Februar 2009)

Bei der Aufrechterhaltung des Kirchenlebens wirkten seine Ehefrau Hermine geb. Polster (* 5. Juli 1891 in Oberschützen / Burgenland; † 3. November 1972 in Budapest) sowie die ebenfalls in Bratislava verbliebene (ehemalige) Oberin des Evangelischen Diakonissenmutterhauses, Mathilde Billnitzer, tatkräftig mit. Nachdem Heinrich Pröhle 1950 verstarb, betreute Pfarrer Rátz alleine die deutschen (und auch die ungarischen) Glaubensgenossen bis zu seinem Tode am 20. Oktober 1952.
Die Slowakische Evangelische Kirche A.B. hat Pfarrer Rátz ein würdiges Begräbnis gehalten. Er wurde – als letzter deutscher lutherischer Pfarrer Bratislavas – vor dem Altar der (ehemaligen) Deutschen Großen Kirche auf der Nonnenbahn aufgebahrt und von der slowakischen Pfarrerschaft feierlich eingesegnet. Nach dem Trauergottesdienst mit einer in Deutsch gehaltenen Predigt von Pfarrer Juraj Holčík wurde der Verstorbene unter großer Anteilnahme der evangelischen Bevölkerung Bratislavas zur letzten Ruhestätte auf den Gaistor-Friedhof beigesetzt.
Mit Pfarrer Wilhelm Rátz endet die im Jahre 1606 mit Andreas Reuß beginnende Reihe deutscher evangelisch-lutherischer Pfarrer in Bratislava/Preßburg. Er war der letzte der 62 deutschen Pfarrer, die in Bratislava wirkten.